# Matt Duchene
Matthew Duchene (Haliburton, Ontario, Kanada, 16. siječnja 1991.) kanadski je profesionalni hokejaš na ledu koji igra na poziciji centra. Trenutačno je član Colorado Avalanchea koji se natječe u NHL-u.

## Klupska karijera
Duchene karijeru započinje 2007. godine u klubu Brampton Battalion koji se natječe u OHL-u. S Battalionima provodi dvije sezone odigravši 121 utakmicu u regularnoj sezoni pri čemu skuplja 129 bodova. Klub je u tom razdoblju također igrao i u doigravanju, a Duchene je pri tome nastupio u 26 utakmica i prikupio 28 bodova. Duchene je bio dio momčadi koja je došla do finala J. Ross Robertson Cupa gdje ih je porazila momčad Windsor Spitfires, a koja je kasnije osvojila i Memorial Cup.

### Colorado Avalanche (2009.)
Na draftu 2009. godine u 1. krugu kao 3. izbor odabrao ga je Colorado Avalanche, a tome se ujedno i nadao s obzirom na to da je i sam veliki obožavatelj kluba, ali i legende Joea Sakica. Ubrzo potpisuje ugovor, a sezonu 2009./10. provodi u prvoj momčadi te tako započinje svoju profesionalnu karijeru. Prvi nastup, asistenciju, odnosno, bod u NHL-u upisuje u prvoj utakmici sezone, 1. listopada 2009. godine, protiv San Jose Sharksa. Prvi pogodak u profesionalnoj karijeri postiže 17. listopada 2009. godine u utakmici protiv Detroit Red Wingsa. Samo dan poslije vodstvo kluba službeno je obznanilo da Duchene ostaje u Avalancheu cijelu sezonu. Vodstvo NHL-a odabralo je upravo Duchenea kao Novaka mjeseca za prosinac 2009. godine. Duchene je do tog priznanja prikupio 13 bodova, odnosno 5 pogodaka i 8 asistencija.

## Reprezentacijska karijera
Prve reprezentacijske korake čini kao član mlade reprezentacije Kanade (do 18.) koja 2008. godine nastupa na Svjetskom juniorskom prvenstvu (za igrače do 18 godina). Kanada je slavila u finalu te je Duchene osvojio zlatnu medalju. 2009. godine trebao je nastupati na Svjetskom juniorskom prvenstvu (za igrače do 20 godina), ali je ipak izostavljen s popisa momčadi.

## Statistika karijere
Bilješka: OU = odigrane utakmice, G = gol, A = asistencija, Bod = bodovi, KM = kaznene minute
| 2007./08.       | Brampton Battalion | OHL             | 64  | 30 | 20 | 50  | 22 | 5  | 1  | 1  | 2  | 10 |
| 2008./09.       | Brampton Battalion | OHL             | 57  | 31 | 48 | 79  | 42 | 21 | 14 | 12 | 26 | 21 |
| 2009./10.       | Colorado Avalanche | NHL             | 44  | 11 | 16 | 27  | 8  |    |    |    |    |    |
| Sveukupno - OHL | Sveukupno - OHL    | Sveukupno - OHL | 121 | 61 | 68 | 129 | 64 | 26 | 15 | 13 | 28 | 31 |
| Sveukupno - NHL | Sveukupno - NHL    | Sveukupno - NHL | 44  | 11 | 16 | 27  | 8  |    |    |    |    |    |

## Vanjske poveznice
- Profil na NHL.com
- Profil na The Internet Hockey Database